# Лукинское (Алёшинское сельское поселение)
Лукинское — деревня в Кирилловском районе Вологодской области.
Входит в состав Алёшинского сельского поселения, с точки зрения административно-территориального деления — в Мигачевский сельсовет.
Расстояние до районного центра Кириллова по автодороге — 35 км, до центра муниципального образования Шиндалово по прямой — 13 км. Ближайшие населённые пункты — Мигачево, Рандач, Васильево.
По переписи 2002 года население — 4 человека.